# Awaji
Awaji (jap. 淡路市 Awaji-shi) ist eine Stadt auf der Insel Awaji-shima in der Präfektur Hyōgo in Japan.

## Geschichte
Die Stadt entstand am 1. April 2005 aus dem Zusammenschluss der Gemeinden Awaji (淡路町, -chō), Higashiura (東浦町, -chō), Hokudan (北淡町, -chō), Ichinomiya (一宮町, -chō) und Tsuna (津名町, -chō) des Landkreises Tsuna. Die Bevölkerung des Stadtgebietes hat seit 1960 von damals 66.305 um 22 % auf 51.884 abgenommen.

## Verkehr
- Straße
  - Kōbe-Naruto-Awaji-Autobahn
  - Nationalstraße 28

## Söhne und Töchter der Stadt
- Iwano Hōmei (1873–1920), Schriftsteller, Literaturkritiker und Übersetzer